# 빅플래닛메이드엔터
빅플래닛메이드엔터는 대한민국의 연예기획사다.

## 연혁
2021년 9월에 가수 소유를 영입했다.
2021년 10월에 걸 그룹 VIVIZ와 가수 허각을 영입했다.
2021년 12월에 가수 하성운을 영입했다.
2022년 3월에 가수 이무진과 래퍼 비오를 영입했다.
2022년 5월에 가수 렌을 영입했다.
2024년 3월에 방송인 이수근을 영입했다.
2024년 4월에 가수 태민과 방송인 이승기를 영입했다.
2024년 6월에 걸 그룹 배드빌런이 자체 육성으로 런칭하는 첫 그룹으로 데뷔하였다.
2024년 8월에 걸 그룹 VIVIZ의 재계약 체결하였음을 밝혔다.

## 소속 연예인

### 가수
- VIVIZ
- 하성운
- 이무진
- 비오
- 렌
- 태민 (샤이니 멤버)
- BADVILLAIN

### 댄서
- 카니

### 아티스트
- 이수근
- 이승기

## 이전 소속 연예인

### 배우
- 조수민

### 가수
- 마이티 마우스 (추플렉스, 쇼리 J)
- 소유